# Du store verden - 39 søskende
Du store verden - 39 søskende er en dansk dokumentarfilm fra 1991, der er instrueret af Trille efter eget manuskript.

## Handling
Børnefilm for de mindste - i tre dele. Pigen Sharon er hovedpersonen i fortællingen om en Mamma for 40 på et hjem for forældreløse børn i Uganda. Sharon er en initiativrig pige, som vil hjælpe Mamma med at få penge til en bil, der kan bringe grøntsagerne fra gården ind til byens marked. Familien har nemlig brug for penge. Sharon bærer på en hemmelighed, som piner hende. Hvordan får hun fortalt det? Og hvordan får de mange søskende skrabet penge sammen til alles glæde? Til en bil og til at få den mindste døbt?